# Corumbataia britskii
Corumbataia britskii es una especie de peces de la familia Loricariidae en el orden de los Siluriformes.

## Morfología
• Los machos pueden llegar alcanzar los 2,7 cm de longitud total.
- Número de  vértebras: 27-28.[1]

## Hábitat
Es un pez de agua dulce y de clima tropical.

## Distribución geográfica
Se encuentran en Sudamérica:  cuenca del río Paraná en Brasil.